# Lukas Kirner

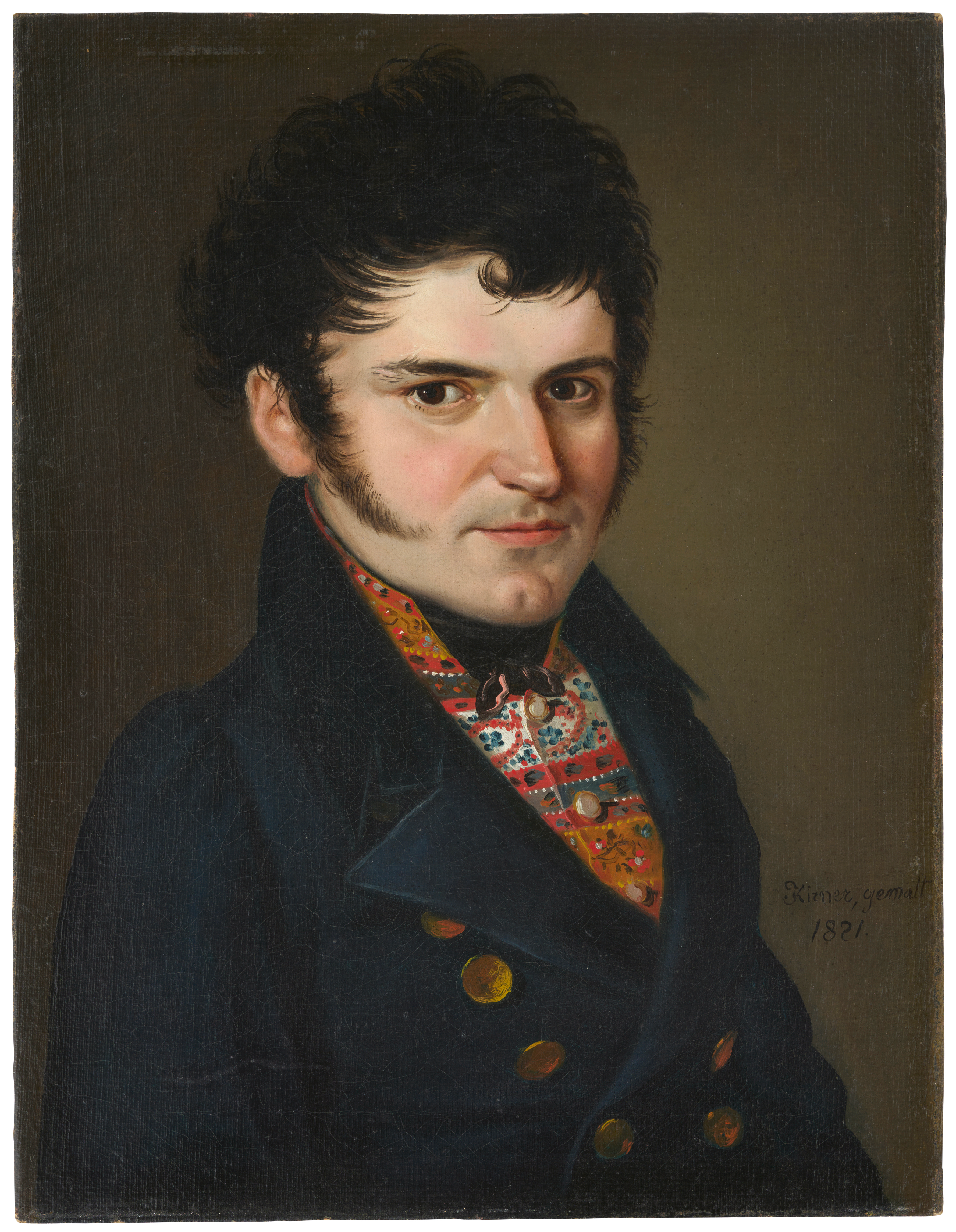
Lukas Kirner, 1821: Selbstbildnis, Augustinermuseum Freiburg

Lukas Kirner (* 19. Oktober 1794 in Furtwangen; † 7. Juli 1851, ebenda) war ein deutscher Maler und Porträtist aus dem Schwarzwald.

## Leben
Lukas Kirner war der Sohn des Schuhmachers Johann Kirner (1772–1835) und der ältere Bruder des bekannten Großherzoglich Badischen Hofmalers Johann Baptist Kirner. Seiner Herkunft nach war er über die Mutter, Genofeva Dilger (1765–1838), verwandt mit zahlreichen alteingesessenen Schwarzwälder Hof-Bauern und Handwerkern. Nach Abschluss einer Lehre als Uhrenschildmaler entwickelte er seine Fähigkeiten autodidaktisch und in einem hohen Grade weiter und war bald über die Grenzen des Schwarzwalds hinaus einer der gefragtesten Porträtmaler. Neben Adligen wie Prinzessin Amalia porträtierte er bevorzugt ganze Familien von Schwarzwälder Bauern und Handelsleuten.
Er war unglücklich verheiratet mit Crescentia Knöpfle, mit der er 1825 nach Günzburg zog. Allerdings blieb er dort nicht lange, sondern kehrte schon bald nach der Geburt von zwei Töchtern ohne Familie endgültig nach Furtwangen zurück und verstarb 1851 in der Obhut seiner Schwester Karoline.
Das Augustinermuseum in Freiburg besitzt acht seiner Gemälde.

## Werke (Auswahl)
- Jakob Ganter, Neukirch 1827,
- Agatha Wehrle, geb. Götz, 1836
- Genoveva Kirner, geb. Dilger, 1830.
- Johann Fehrenbach, Furtwangen 1839
- Mechthild, geb. Fehrenbach, 1839
- Agathe Wehrle, geb. Eschle, 1839
- Salomon Siedle d J., 1848
- Wilhelm Fackler, Gießereibesitzer, Gütenbach 1830
- Lukas Kirner, Selbstbildnis, 1830
- Crescentia Knöpfle, 1821
- Anton Wahl, 1832
- Maria Anna Wahl, geb. Stumm, 1832

## Galerie

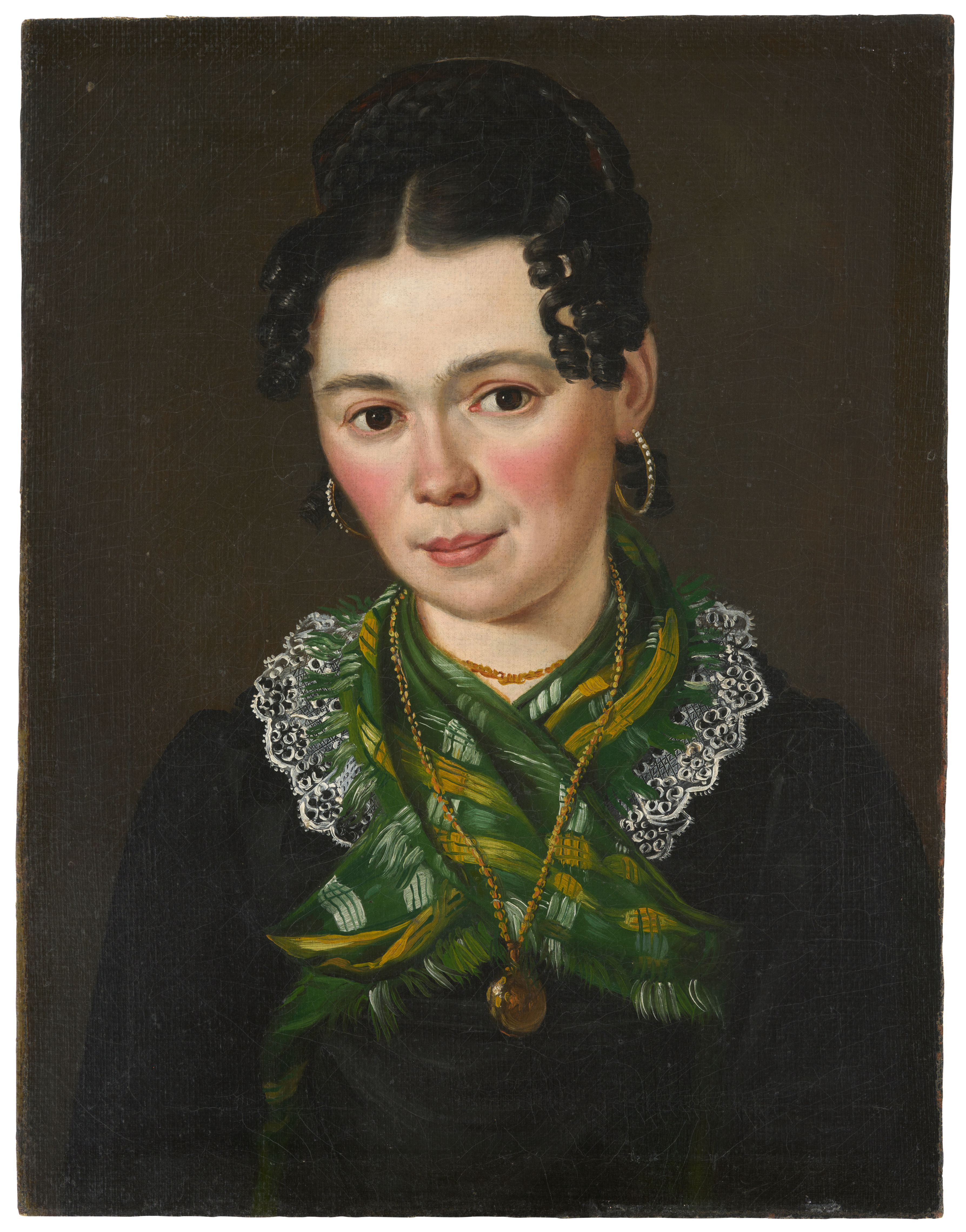
Creszentia Kirner, geb. Knöpfle, Gattin des Künstlers, etwa 1820
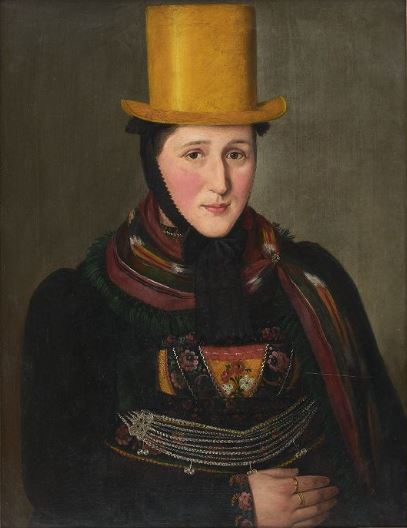
Bildnis von Katharina Werle, geb. Rombach, um 1830